# Lucas Vázquez de Ayllón
Lucas Vázquez de Ayllón (Toledo,c. 1480 – Virginia, Florida española, 18 de octubre de 1526) fue un magistrado, administrador colonial y explorador español, recordado porque en 1526 estableció la efímera colonia de San Miguel de Gualdape, uno de los primeros intentos europeos de establecerse en lo que hoy es Estados Unidos (precediendo en 33 años a la fallida colonia de Santa María de Ochusa en Pensacola, en Florida; en 39 años, a la de San Agustín en la Florida (la primera colonia exitosa); en 61 años a la colonia de Roanoke; y en 81 años  a la de Jamestown, Virginia). Vázquez de Ayllón falleció en esa colonia.
Los relatos sobre la expedición de Vázquez de Ayllón y la región en que conocieron inspiraron una serie de intentos posteriores de los gobiernos español y francés de colonizar el sureste de los Estados Unidos.
A pesar de los repetidos intentos, los arqueólogos no han podido localizar el sitio de la ciudad de San Miguel ni el naufragio de uno de sus barcos en la bahía de Winyah. La ciudad habría estado localizada cerca de la actual bahía de Chesapeake, que Vázquez de Ayllón llamó «bahía de Santa María», y no demasiado lejos de la actual Jamestown.

## Biografía

### Primeros años y educación
Ayllón nació en Toledo en torno a 1480, hijo menor de una familia prominente cuyas raíces se remontaban a un juez mozárabe de alto rango en la España islámica. Sus padres fueron el concejal Juan Vázquez de Ayllón e Inés de Villalobos. Ayllón recibió una buena educación en derecho y la posición de su padre le proporcionó valiosos conocimientos sobre la práctica de la política.

### En la Hispaniola
En 1502, los monarcas españoles enviaron a Nicolás de Ovando para servir como gobernador de la Hispaniola en las Indias. Ayllón acompañó la flotilla de Ovando y llegó a la capital, Santo Domingo, en abril de 1502. En 1504 Ayllón fue nombrado alcalde mayor el magistrado principal y oficial administrativo de Concepción (ahora Santo Domingo). Se esperaba que Ayllón estableciera el orden en los turbulentos distritos mineros de oro en el interior de la isla.
En 1509, Ovando y sus lugartenientes, incluido Ayllón, fueron llamados de nuevo a España y sometidos a una  residencia, una revisión o auditoría de su mandato. Ayllón se enfrentó a cargos de enriquecimiento injusto, pero aparentemente pudo defenderse con éxito sin perjudicar su carrera ni su riqueza. Después de su regreso a España, realizó estudios adicionales de derecho y obtuvo el equivalente actual a una maestría en la Universidad de Salamanca.
Mientras tanto, el rey Fernando estaba preocupado por su falta de control en las Indias y la creciente influencia del nuevo gobernador, Diego Colón. En 1511 Fernando estableció un tribunal de apelaciones real, la Real Audiencia  en La Española. El rey demostró una fe considerable en Ayllón cuando lo nombró como uno de los tres jueces de ese tribunal, destinado a afirmar el poder real en las colonias. Ayllón llegó a La Española en mayo de 1512 y rápidamente se convirtió en una figura influyente en la política de la isla.
Hacia 1514, Ayllón se casó con Ana de Bezerra, hija de un rico minero, con lo que ganó riqueza y prestigio que se sumaron a su poder político. También adquirió una plantación de caña de azúcar y financió varias empresas de tráfico de esclavos. Algunos colonos se quejaron de que Ayllón y los demás jueces dominaban injustamente el mercado de esclavos y hacían subir el precio de los mismos.
Cuando Fernando murió en 1516, el cardenal Francisco Jiménez de Cisneros se convirtió en regente del joven rey Carlos V. Cisneros estaba decidido a poner fin a los abusos contra los indios. Hizo que Ayllón y los demás jueces de la audiencia fueran suspendidos en 1517 e investigados por supuestos abusos. Sin embargo, cuando Cisneros fue destituido de la regencia, la residencia se truncó y los jueces fueron restituidos en sus cargos en 1520.

### Expedición de Narváez
Incluso durante su suspensión, Ayllón siguió siendo una figura influyente en las Indias. En 1519, después de que Hernán Cortés comenzara su conquista de México, Cortés declaró su independencia de Diego Velázquez de Cuéllar, el gobernador de Cuba y patrocinador de la expedición. La Audiencia Real de Santo Domingo estaba temerosa de que la disputa entre Cortés y Velázquez escalara, por lo que cuando se oyó que Velázquez preunía una expedición para arrestar a Cortés, la audiencia envió a Ayllón a Cuba para prohibirle tal acción y hacerle ver la impiedad de comenzar una guerra civil entre conquistadores. Incapaz de detener a Velázquez, que puso al frente de la expedición a Pánfilo de Narváez, Ayllón se unió a la misma con su propio barco con intención de mediar directamente entre Cortés y él.
Irritado por sus interferencias, Narváez terminó mandando apresar a Ayllón y a sus criados, junto con otros expedicionarios opuestos a sus órdenes, y embarcándolos hacia España por la fuerza. Sin embargo, el juez logró escapar convenciendo a la tripulación de que le llevasen de vuelta a Santo Domingo, donde informó de lo que había sucedido, y otros expedicionarios afines a él desertaron de la expedición de Narváez y se refugiaron en Veracruz con el contingente de Cortés, comandado allí por Gonzalo de Sandoval. Los informes de Vázquez tardaron en alcanzar la audiencia real, pero serían determinantes en los litigios entre Cortés y Velázquez.

### Exploraciones costeadas por Ayllón
Después de la reinstauración de Ayllón en la audiencia, un barco llegó a Santo Domingo alrededor de agosto de 1521. El piloto, Francisco Gordillo, había sido contratado por Ayllón para dirigir una expedición esclavista a las Bahamas. Al encontrar las islas completamente despobladas, Gordillo y Pedro de Quexos, piloto de otro barco esclavista, navegaron hacia el noroeste en busca de tierra que se rumoreaba que se encontraba en esa dirección. Llegaron hasta el cabo Fear (actual Carolina del Norte) y el 24 de junio de 1521 desembarcaron en la bahía de Winyah en la costa de la actual Carolina del Sur. Después de una exploración preliminar de la región, secuestraron a sesenta indios y los llevaron de regreso a La Española.  en la costa atlántica de la actual Carolina del Norte.
Además de con los esclavos indios, Gordillo y Quexos volvieron con informes entusiastas de la tierra que habían encontrado. Dijeron que no requeriría una conquista militar y que una vez colonizada la zona se convertiría en una colonia rica y próspera. Ayllón aparentemente se inspiró en estos informes y pronto escribió a la Corona española solicitando permiso para explorar y colonizar la región. Más tarde ese mismo año viajó a España por negocios para la audiencia, pero aprovechó la oportunidad para defender personalmente su caso en favor de la nueva tierra. Ayllón llevó consigo a uno de los indios capturados, que recientemente había sido bautizado como Francisco de Chicora. En España conocieron al cronista de la corte, Pedro Mártir, con quien Chicora habló extensamente sobre su gente y su tierra natal, y sobre las provincias vecinas.
El mismo año 1521, Vázquez envió otra expedición a la Florida, que por contratiempos poco claros se desvió de su rumbo y acabó arribando a Veracruz. La historia es recordada por Bernal Díaz del Castillo, que sin embargo asume erróneamente que Vázquez lideró y murió en tal expedición. En todo caso, sus integrantes se unieron al ejército de Hernán Cortés, que en aquel momento se encontraba en pleno sitio de Tenochtitlan.
Ayllón firmó un contrato con la Corona el 12 de junio de 1523, para organizar una expedición para buscar el Paso del Noroeste hacia las Islas de las Especias, explorando la costa oriental. Se le permitió establecer un asentamiento en la costa oriental  y realizar comercio con los nativos locales. Fue nombrado gobernador vitalicio y el título de alguacil mayor (alguacil mayor) lo tendrían él y sus herederos para siempre. A cambio de estos y otros numerosos privilegios, Ayllón debía realizar una exploración más detallada de la región, establecer misiones, iglesias y un monasterio franciscano para apoyar la conversión de la población nativa. Se le prohibió implementar una encomienda u otros medios de forzar el trabajo indígena. Mientras todavía estaba en España, Ayllón también fue nombrado comendador de la orden militar de Santiago.
Antes de regresar a La Española, Ayllón fue enviado a Puerto Rico, donde había sido requerido para completar una serie de investigaciones y auditorías pendientes sobre funcionarios gubernamentales actuales y anteriores. Desde el punto de vista de la Corona, sus esfuerzos tuvieron éxito en poner algo de orden en el gobierno de la isla y ayudaron a poner fin a la autoridad independiente de Diego Colón en las islas.
Después de una ausencia de tres años, Ayllón regresó a Santo Domingo alrededor de diciembre de 1524 y, según su contrato, comenzó a organizar una expedición para explorar la costa sureste de América del Norte. Contrató a Quexos para dirigir un viaje que constaba de dos carabelas y unos sesenta tripulantes. Zarparon a principios de abril de 1525, con instrucciones de explorar 200 leguas (unas 640 millas náuticas) de costa (estados de Virginia, Carolina del Sur y Carolina del Norte), registrar los rumbos y sondeos necesarios, erigir marcadores de piedra con el nombre de Carlos V y obtener indios que pudieran servir como guías e intérpretes para futuros viajes. Hicieron su primera recalada el 3 de mayo de 1525, probablemente en el río Savannah. Desde allí continuaron hacia el norte hasta llegar a la bahía de Winyah, el lugar de su desembarco original en 1521. No está claro cuánto más al norte viajó Quexos, tal vez hasta la bahía de Chesapeake. Informó que la costa más allá de la bahía de Winyah era principalmente dunas de arena y matorrales de pino. La expedición regresó a Santo Domingo en julio de 1525.

### La expedición de Ayllón. Fundación de San Miguel de Gualdape y fallecimiento

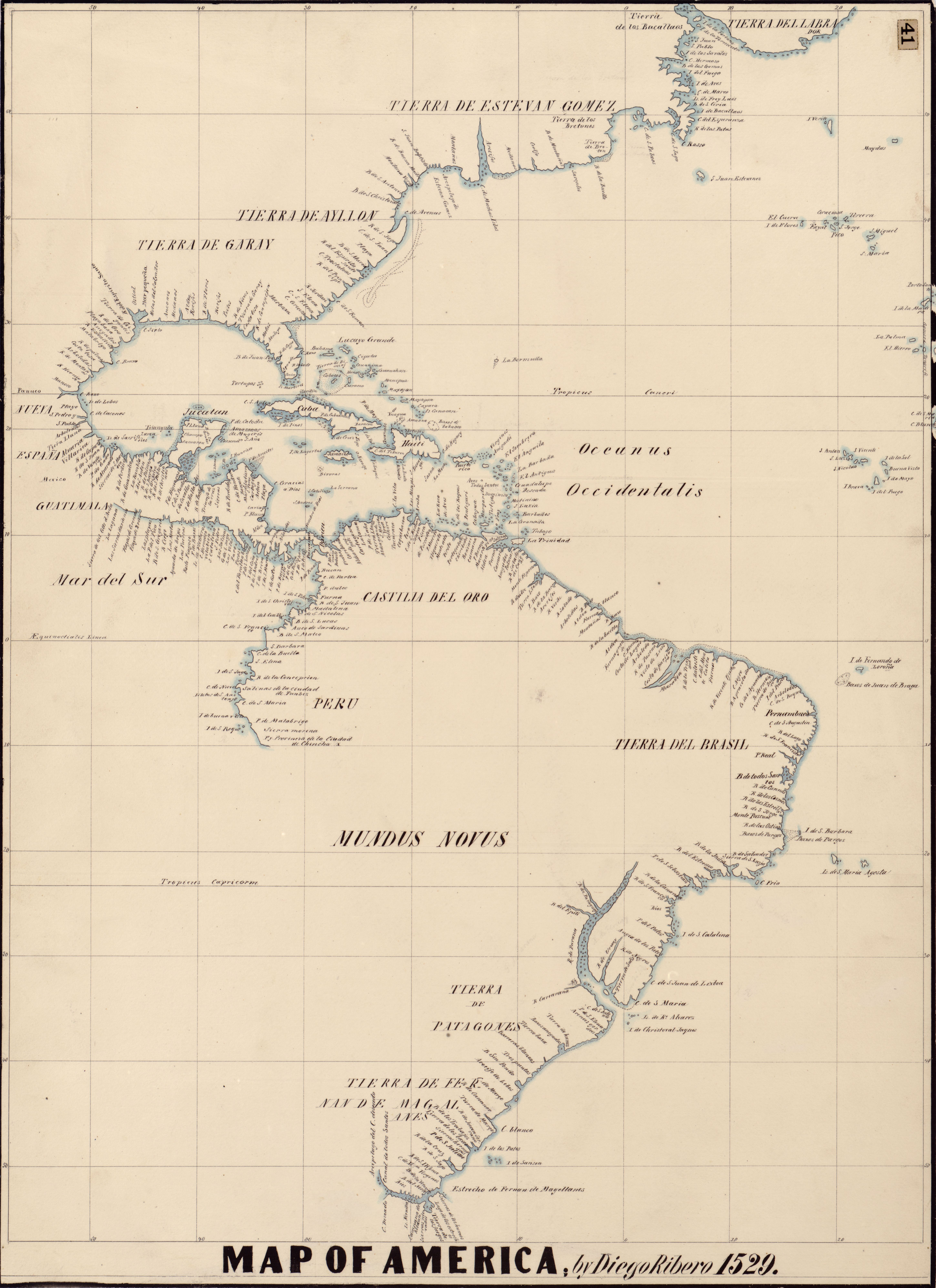
Detalle de la costa americana en el mapa del cartógrafo portugués Diego Ribeiro de 1529, donde la parte sur de la costa oriental de los actuales EE. UU. lleva el nombre de «Tierra de Ayllón».

Tras el regreso de Quexos, Ayllón comenzó a prepararse para un viaje de colonización que él mismo dirigiría. Gastó su considerable fortuna y contrajo deudas para equipar la expedición. Reunió una flota de seis barcos que transportaban entre 600 y 700 pasajeros y tripulantes. Entre los colonos se encontraban algunas mujeres, niños y esclavos negros para trabajar las tierras, siendo ésta la primera ocasión en que los esclavos africanos llegaron a Norteamérica..Se cargaron suministros y ganado, incluidas vacas, ovejas, cerdos y un centenar de caballos, y la flota partió a mediados de julio de 1526. El gran grupo colonizador desembarcó en la bahía de Winyah el 9 de agosto de 1526. Su barco más grande chocó contra un banco de arena y se hundió. No hubo pérdidas de vidas, pero se perdió una parte importante de sus suministros. Ayllón ordenó que se construyera un barco de reemplazo, probablemente el primer ejemplo de construcción de barcos al estilo europeo en lo que hoy es Estados Unidos.
Ayllón buscó un sitio adecuado para establecer un asentamiento en la cercana isla Pawleys, pero el suelo era pobre y una población indígena escasa ofrecía pocas posibilidades de un comercio rentable. Se enviaron varios grupos de reconocimiento para buscar mejores oportunidades. Basándose en sus informes, Ayllón decidió trasladarse unas 200 millas al sur hasta un «río poderoso», probablemente Sapelo Sound en la actual Georgia. A principios de septiembre, los hombres sanos cabalgaron hasta el nuevo sitio mientras el resto viajaba en barco. Cuando llegaron a Sapelo Sound, comenzaron de inmediato a construir casas y una iglesia.
La efímera colonia de San Miguel de Gualdape se estableció formalmente el 29 de septiembre de 1526, el día de San Miguel, y fue el primer asentamiento europeo en los actuales Estados Unidos. La tosca ciudad de Ayllón sobrevivió menos de tres meses, al no encontrar apenas nativos con los que realizar trueque de alimentos. Cuando Ayllón murió el 18 de octubre de 1526, a causa de una enfermedad sin identificar, toda la empresa se vino abajo. Los colonos supervivientes se dividieron en facciones enfrentadas. Aprovechando esas disputas entre los colonizadores, los esclavos se levantaron y huyeron al interior, donde probablemente se mezclaron con los nativos americanos. A mediados de noviembre, decidieron abandonar y navegar de regreso a La Española. De las 600 a 700 personas que Ayllón había llevado consigo, solo 150 supervivientes llegaron a La Española ese invierno. Dijeron haber sufrido carencias, hambre, enfermedades y ataques de los indígenas locales, y declararon que Vázquez de Ayllón había fallecido en brazos de un fraile dominico y que fue arrojado a la mar.
San Miguel de Gualdape fue la primera colonia europea en lo que hoy es Estados Unidos, precediendo en 33 años a la fallida colonia de Pensacola, en Florida;  en 39 años, a la de San Agustín en la Florida (la primera colonia exitosa); 61 años a la colonia de Roanoke; y 81 años  a la de Jamestown, Virginia. A pesar de los repetidos intentos, los arqueólogos no han podido localizar el sitio de la ciudad ni el naufragio en la bahía de Winyah. La ciudad habría estado localizada cerca de la actual bahía de Chesapeake, que Vázquez de Ayllón llamó «bahía de Santa María», y no demasiado lejos de la actual Jamestown. 